# Denis Amici
Denis Amici (ur. 10 czerwca 1972) – polityk sanmaryński, od 2008 członek Wielkiej Rady Generalnej z ramienia Partii Chrześcijańsko-Demokratycznej. Wspólnie z Antonellą Mularoni pełnił funkcję kapitana-regenta San Marino od 1 kwietnia do 1 października 2013.